# Ясменник восточный
Ясменник восточный (лат. Asperula orientalis) — однолетнее травянистое растение, вид рода Ясменник (Asperula) семейства Мареновые (Rubiaceae). Встречается также как Ясменник голубой по устаревшему синонимичному названию лат. Asperula azurea.

## Ботаническое описание
Однолетнее травянистое растение.
Корневая система мочковатая.

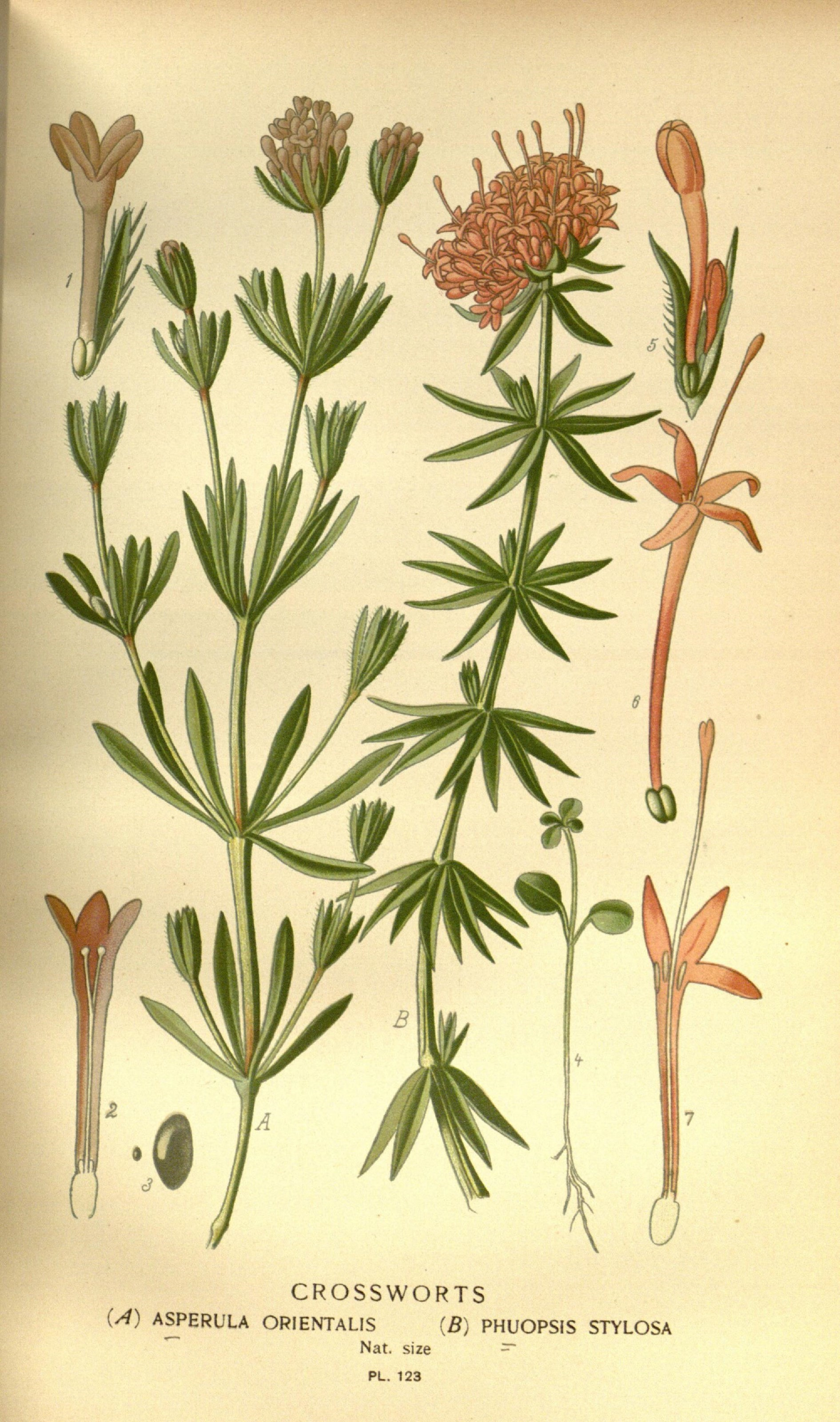
Ясменник восточный.

Стебли одиночные или несколько, 10-20(-40) см высотой, простые или ветвистые, четырехгранные, часто по граням в нижней части с короткими волосками.
Нижние листья раноувядающие, широкояйцевидные или округлые, супротивные, 4-7 мм длиной 3-5 см шириной, на коротких черешках, голые, на конце тупые или округлые. Стеблевые листья мутовчатые, по 4-6(8) штук, ланцетовидные или линейно-ланцетовидные, суженные к основанию, сидячие, 1,5-3 см длиной, 2-5 мм шириной.
Цветки сидячие, собраны на верхушке стебля и ветвей в головчатые соцветия, окруженные многочисленными линейными островатыми прицветниками. Цветоносы 1,5-4 см. Венчик цилиндрический, 8-14 мм длиной, сине-голубой или фиолетово-голубой, с коротким бархатистым опушением, наверху с четырьмя короткими яйцевидно-треугольными лопастями.

## Распространение и экология
Ареал охватывает Малую Азию, Армению, Иран. В России встречается на Кавказе.

## Хозяйственное значение и использование
Выращивается как декоративное растение. Один из самых красивоцветущих видов ясменника, легких в культуре.

## Классификация

### Таксономия
- Asperula orientalis Boiss. & Hohen., 1843, Diagn. Pl. Orient. 3: 30

Вид Ясменник восточный включается в род Ясменник (Asperula) семейства Мареновые (Rubiaceae) порядка Горечавкоцветные (Gentianales), последовательно входящего в более крупные клады Ламииды → Астериды → Суперастериды → Эвдикоты → Цветковые растения. Таксономическая схема в соответствии с Системой APG IV по состоянию на июнь 2024 года:
|  |                          |  |                                   |                                   |                     |  | еще 4 семейства | еще 4 семейства |                        |  |  |  | еще 91 подтвержденный вид и 17 видов, ожидающих подтверждения |
|  |                          |  |                                   |                                   |                     |  | еще 4 семейства | еще 4 семейства |                        |  |  |  | еще 91 подтвержденный вид и 17 видов, ожидающих подтверждения |
|  |                          |  |                                   | порядок Горечавкоцветные          |                     |  |                 |                 | род Ясменник           |  |  |  |                                                               |
|  |                          |  |                                   | порядок Горечавкоцветные          |                     |  |                 |                 | род Ясменник           |  |  |  |                                                               |
|  | клада Цветковые растения |  |                                   |                                   | семейство Мареновые |  |                 |                 | вид Ясменник восточный |  |  |  |                                                               |
|  | клада Цветковые растения |  |                                   |                                   | семейство Мареновые |  |                 |                 |                        |  |  |  |                                                               |
|  |                          |  | ещё 63 порядка цветковых растений | ещё 63 порядка цветковых растений |                     |  |                 | еще 611 родов   | еще 611 родов          |  |  |  |                                                               |
|  |                          |  |                                   | ещё 63 порядка цветковых растений |                     |  |                 |                 | еще 611 родов          |  |  |  |                                                               |

### Синонимы
- Asperula arvensis subsp. orientalis (Boiss. & Hohen.) J.Thiébaut
- Asperula azurea Jaub. & Spach
- Asperula azurea var. setosa Regel
- Galium azureum (Jaub. & Spach) E.H.L.Krause